# Uridin
Uridin (U nebo Urd) je nukleosid složený z pyrimidinové nukleové báze uracilu a pětiuhlíkatého cukru ribózy. Tyto dvě stavební částice jsou spojeny β-N1-glykosidovou vazbou. Analogem s deoxyribózou je deoxyuridin.
Uridin je základní stavební částice nukleových kyselin. Je tedy jedním ze čtyř nukleosidových stavebních bloků, ze kterých se skládá ribonukleová kyselina (RNA). Dalšími jsou adenosin, guanosin a cytosin. Tvoří pár bází s adenosinem. Uridin se nenachází v deoxyribonukleové kyselině (DNA). V té se vyskytuje pouze deoxythymidin.
Uridin se používá ve farmaceutickém průmyslu. Například při léčbě některých neuropatických bolestí, neboť pomáhá regenerovat poškozené periferní nervy. Je také součástí některých léků na depresivní či úzkostné poruchy.  
Uridin je obsažen v mnoha potravinách, hlavně ve formě RNA. Má však nízkou vstřebatelnost, neboť je po přijetí v potravě téměř úplně rozložen v játrech a zažívacím traktu.

## Biosyntéza uridinu
Uridin se vytváří v játrech živých organismů. Vyskytuje se také mateřském mléce nebo v rostlinách. V přírodě je uridin produkován jako uridinmonofosfát (uridylát). V organismech je uridin přítomen ve sloučeninách:
- uridinmonofosfát (UMP, 5′-uridylová kyselina nebo uridylát). UMP je přítomen ve všech živých organismech. Je nejdůležitějším meziproduktem v biosyntéze pyrimidinu. Všechny ostatní pyrimidinové nukleotidy jsou tvořeny z UMP a následně vznikají během jejich degradace.
- uridindifosfát (UDP, uridin-5′-difosfát)
- uridintrifosfát (UTP, uridin-5′-trifosfát). UTP podobně jako adenosintrifosfát (ATP) obsahuje dvě makroergické vazby, ale jeho energetická funkce je ve srovnání s ATP omezená.

## Funkce v organismu
Uridin je nezbytný především pro syntézu RNA při jejím přepisu z DNA. Důležitou roli hraje také při regulaci energetického metabolismu organismů. Účastní se i dalších reakcí, například při biosyntéze glykogenu nebo glykosylaci bílkovin a lipidů.
Koncentrace uridinu v krevní plazmě je účinně regulována příjmem potravy, stoupá při hladovění a klesá po nasycení. Hlavním zdrojem uridinu při hladovění nejsou játra, jinak nejdůležitější místo jeho syntézy, ale tukové buňky. Po příjmu potravy nedochází ke zvýšení koncentrace uridinu, protože uridin ze střeva je játry vylučován do žluče a vrací se s ní do střeva.
V současné době se zkoumá vliv uridinu na funkci mozku. Probíhá výzkum omega-3 mastných kyselin a uridinu, které zabraňují depresi u potkanů stejně účinně jako antidepresiva. Podávání kombinace uridinu a omega-3 mastných kyselin potkanům vyvolalo okamžité účinky, které byly nerozeznatelné od těch, které byly způsobeny podáváním standardních antidepresivních léků krysám.

## Uridin ve stravě
Uridin je produkován v živých organismech, a proto jej není třeba přijímat v potravě. Navíc je po přijetí v potravě téměř zcela rozložen v játrech a zažívacím traktu. Příklady potraviny, které obsahují uridin ve formě RNA:
- kozí a ovčí mléko, mléčné výrobky
- extrakt z cukrové třtiny
- rajčata (0,5 až 1,0 g uridinu na kilogram sušiny)
- pivovarské kvasnice (1,7% uridinu v sušině)
- pivo
- brokolice
- játra, pankreas a další orgány